# Palouzes
Palouzes ou "moustalevria" é um doce típico do Chipre preparado com sumo de uva (mosto) fervido e clarificado, misturado com farinha de trigo, água de rosas, canela e goma arábica; é usado para preparar soujoukos, mas também pode ser consumido quente, com amêndoas ou nozes partidas, ou frio; o produto tem um curto tempo de prateleira, mas se deixado a secar à sombra, pode ser cortado em retângulos, dando lugar a outro doce tradicional, "kiofterka". De qualquer forma, tanto a kiofterka como o soujoukos só podem ser conservados por períodos longos quando congelados. 
Antigamente, o sumo de uva fervido e o mel eram os únicos produtos disponíveis para fazer doces. Para além do soujoukos e da kiofterka já referidos, há outras iguarias tradicionais, como epsima e retselia, que continuam a ser produzidas, principalmente por mulheres das aldeias vinícolas da encostas viradas a sul do maciço Troodos. As castas de uvas mais utilizadas nestes doces são “xynisteri” e “mavro”. O mosto é coado e fervido em fogo muito brando num grande caldeirão, com uma espécie de solo branco, chamado “asproyi”, que faz com que as impurezas subam para a superfície do mosto, donde são retiradas.